# 시리냐노
시리냐노(이탈리아어: Sirignano)는 이탈리아 캄파니아주 아벨리노도의 코무네다.